# Rick Jason
Richard Jacobson, conocido artísticamente como Rick Jason (Nueva York; 21 de mayo de 1926-Moorpark, California; 16 de octubre de 2000), fue un actor estadounidense. Ampliamente conocido por interpretar al teniente Gil Hanley en la exitosa serie de televisión de los años 60's Combat! junto a Vic Morrow.

## Carrera
Rick Jason nació en la ciudad de Nueva York. Durante la Segunda Guerra Mundial, se desempeñó en el Cuerpo Aéreo del Ejército de los Estados Unidos, desde el año 1943 hasta 1945.
Después de la guerra, asistió a la Academia Americana de Arte Dramático. Debutó en cine en la película Sombrero (1953) con Ricardo Montalbán. Fue conocido por interpretar el papel del teniente Gil Hanley, en la popular serie de televisión: Combat! con Vic Morrow, que se emitió entre 1962 y 1967. También protagonizó la serie de detectives The Case of the Dangerous Robin, donde interpreta al investigador privado Robin Scott. Como actor invitado pasó por Rawhide, El virginiano, La mujer policía, Matt Houston, Airwolf, Dallas, Luz de luna y Murder, She Wrote entre muchas.

## Vida personal
A Jason le encantaba tocar la guitarra, pintar, esculpir, coleccionaba vinos, volar, cazar, fotografía y la crianza de peces tropicales.
En el año 2000, Jason publicó su autobiografía Albumes de recortes de mi mente: una autobiografía de Hollywood. El libro describe el crecimiento de Jason en Nueva York durante la Gran Depresión y acciones bajo las historias de su carrera en el cine y en la televisión. El libro fue retirado de circulación después de su muerte en octubre del 2000. Una versión en línea del libro existe en la web.

## Muerte
Jason murió por suicidio (un disparo autoinflingido) en la sien, una semana después de una reunión de Combat! el 16 de octubre de 2000 en Moorpark, California, donde vivía. No dejó nota póstuma. Las autoridades dijeron que el actor estaba abatido y deprimido por asuntos personales no especificados. Tenía 74 años.
Su cuerpo fue cremado y enterrado en el Cementerio Hollywood por siempre en Hollywood, Los Ángeles, California en el Mausoleo en la Catedral.

## Filmografía
- 1953 Sombrero
- 1954 The Saracen Blade
- 1954 This Is My Love
- 1956 The Lieutenant Wore Skirts
- 1957 The Wayward Bus
- 1958 Prescription for Murder
- 1958 Sierra Baron
- 1960 The Case of the Dangerous Robin -tv serie
- 1962 Combat! (serie de TV)
- 1968 Teppo denraiki
- 1969 Color Me Dead
- 1970 Attack at Dawn
- 1974 A Time for Love
- 1976 The Witch Who Came from the Sea
- 1977 Love and the Midnight Auto Supply
- 1978 Ningen no shômei
- 1982 Partners
- 1983 Shôsetsu Yoshida gakko
- 1988 Illegally Yours
- 1989 Around the World in 80 Days (miniserie de TV)

## Enlaces
- Rick Jason en Internet Movie Database (en inglés).

- Datos: Q6133149
- Multimedia: Rick Jason / Q6133149